# Dantchandou (Tamou)
Dantchandou (auch: Dantiandou, Dantyandou) ist ein Dorf in der Landgemeinde Tamou in Niger.

## Geographie
Das von einem traditionellen Ortsvorsteher (chef traditionnel) geleitete Dorf liegt etwa einen Kilometer nördlich der Staatsgrenze zu Burkina Faso. Es befindet sich rund 15 Kilometer westlich des Hauptorts Tamou der gleichnamigen Landgemeinde, die zum Departement Say in der Region Tillabéri gehört. Zu weiteren Siedlungen in der Umgebung von Dantchandou zählen Tiélla Foulbé im Nordwesten, Sababaré im Nordosten, Boulel im Osten und Weil Souldou im Westen.
Es herrscht das Klima der Sudanzone vor, mit einer durchschnittlichen jährlichen Niederschlagsmenge zwischen 600 und 700 mm.

## Geschichte
Dantchandou war der Sitz eines alten autonomen Emirats, das wie die Nachbar-Emirate Balla, Djongoré und Weil Souldou im 19. Jahrhundert dem Herrschaftsbereich des Kalifats von Sokoto untergeordnet wurde.
Im Zuge der Besetzung der späteren Niger-Kolonie richtete Frankreich am 1. Oktober 1902 in Dantchandou einen Kanton ein, der als Teil des autonomen Kreises Say zunächst zur Kolonie Dahomey gehörte. Der Kanton Dantchandou wurde 1932 aufgelöst und sein Gebiet für mehrere Jahrzehnte dem Kanton Torodi zugeschlagen. Im Jahr 1986 fiel Dantchandou schließlich an Tamou.

## Bevölkerung
Bei der Volkszählung 2012 hatte Dantchandou 550 Einwohner, die in 69 Haushalten lebten. Bei der Volkszählung 2001 betrug die Einwohnerzahl 614 in 64 Haushalten und bei der Volkszählung 1988 belief sich die Einwohnerzahl auf 1458 in 153 Haushalten.

## Wirtschaft und Infrastruktur
Am Markt von Dantchandou wird mit Vieh gehandelt. Durch das Dorf führt eine markierte Transhumanz-Route nach Burkina Faso. Mit einem Centre de Santé Intégré (CSI) ist ein Gesundheitszentrum im Ort vorhanden. Es gibt eine Schule.